# أكوا (واجهة مستخدم)

لقطة من برنامج InterfaceBuilder 2.5 يوضح العناصر المكونة لواجهة أكوا

أكوا (بالإنجليزية: Aqua)‏ هي واجهة مستخدم رسومية والشكل الأساسي لنظام تشغيل ماك أو إس عشرة Mac OS X التابع لشركة أبل. تقوم الواجهة على أساس شكل المياه كما يدل الاسم، بالإضافة إلى عناصر تشبه قطرات المياه مع استخدام حر لتأثيرات شبه الشفافية والانعكاس.
واجهة أكوا قُدمت لأول مرة في Macworld Conference & Expo يناير 2000 في سان فرانسيسكو ، وكان أول ظهور له كمنتج تجاري في يوليو 2000.
التصميم الخاص بعناصر أكوا يكون المظهر الرسمي لمعظم تطبيقات ماك أو إكس عشرة. الهدف الأساسي للواجهة هو «تجميع الألوان، العمق، شبه الشفافية، والأنسجة المتشابكة في واجهة مرئية مناسبة للجميع». على الرغم من أن أكوا مصنوع لواجهة المستخدم بأكملها إلا أنه يتميز بخاصيتين هما الأزرار الشبيهة بالجل Gel-like buttons (مثل الأزرار الملونة بالأحمر والأخضر والأصفر التي تتحكم في النوافذ) ، والرصيف Dock والذي يتحكم في إقلاع التطبيقات والتنقل بينها.
أكوا هي الواجهة التي ظهرت بعد بلاتنيوم Platinum ، والتي كانت مستخدمه في ماك أو إس 8 و9.